# Cadrieu
Cadrieu település Franciaországban, Lot megyében. Lakosainak száma 168 fő (2022. január 1.). Cadrieu Salvagnac-Cajarc, Saujac, Cajarc, Gréalou és Montbrun községekkel határos.

## Népesség
A település népességének változása:
| Lakosok száma | 83   | 105  | 105  | 153  | 172  | 168  | 158  | 157  | 155  | 168  |
|               | 1968 | 1982 | 1990 | 2006 | 2013 | 2015 | 2017 | 2019 | 2020 | 2022 |